# Strumadoretus
Strumadoretus är ett släkte av skalbaggar. Strumadoretus ingår i familjen Rutelidae.
Kladogram enligt Catalogue of Life:
| Strumadoretus | \| \| Strumadoretus smithi \| \| \| \| \| \| Strumadoretus suspectus \| \| \| \| |
|               | \| \| Strumadoretus smithi \| \| \| \| \| \| Strumadoretus suspectus \| \| \| \| |
|               | Strumadoretus smithi                                                             |
|               |                                                                                  |
|               | Strumadoretus suspectus                                                          |
|               |                                                                                  |